# Tusti Vrh
Tusti Vrh – wieś w Chorwacji, w żupanii primorsko-gorskiej, w gminie Skrad. W 2011 roku liczyła 18 mieszkańców.